# Simona Suriano

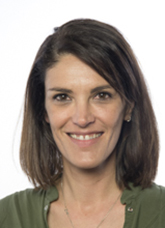
Simona Suriano

Simona Suriano é uma política italiana. Ela foi eleita deputada ao Parlamento da Itália nas eleições legislativas italianas de 2018 para a Legislatura XVIII.

## Carreira
Suriano nasceu a 1 de julho de 1978, em Catânia.
Ela foi eleita para o Parlamento Italiano nas eleições legislativas italianas de 2018, para representar o distrito da Sicília 2 pelo Movimento Cinco Estrelas.